# Richard Garfield

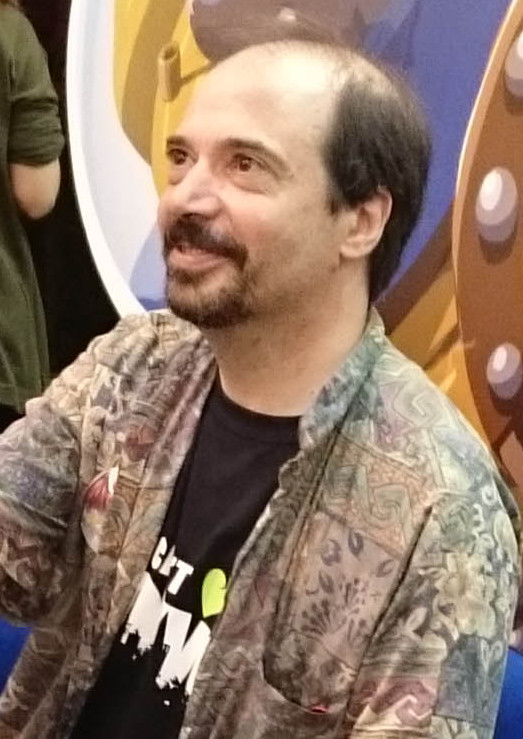
Richard Garfield 2014

Richard Channing Garfield (ur. 26 czerwca 1963 w Filadelfii) – amerykański projektant gier który stworzył Magic: The Gathering, pierwszą kolekcjonerską grę karcianą. MTG zadebiutowało w 1993 roku, a sukces gry zrodził wiele imitacji. Podczas gdy inni twórcy znanych gier często nie byli w stanie powtórzyć sukcesu lub dobrze zarządzać swoim dziełem, Garfield nadzorował pomyślny rozwój MTG.

## Wczesne życie i rodzina
Garfield urodził się w Filadelfii, z powodu pracy jego ojca w architekturze dzieciństwo spędził w wielu miejscach na całym świecie. Jego rodzina w końcu osiedliła się w Oregonie, kiedy miał dwanaście lat. Chociaż zawsze był zainteresowany puzzlami i grami, jego pasja do gier zaczęła się, kiedy poznał Dungeons & Dragons. Garfield zaprojektował swoją pierwszą grę, gdy miał 13 lat.

## Edukacja i Kariera
W 1985 roku otrzymał tytuł Bachelor of Science w dziedzinie matematyki komputerowej. Dołączył do Bell Laboratories, a następnie postanowił kontynuować naukę kombinatoryki na University of Pennsylvania.
Podczas poszukiwania wydawcy dla gry RoboRally, którą zaprojektował w 1985 roku Garfield poznał Petera Adkisona z Wizards of the Coast, który wyraził zainteresowanie dynamiczną grą z małą liczbą elementów. W tym celu, Garfield połączył pomysły z dwóch poprzednich gier by wymyślić grę karcianą, Magic: The Gathering. Grupa testerów, obejmujący głównie kolegów twórcy ze studiów, uformowała się wokół rozwijającej gry.
W 1993 uzyskał stopień doktora w kombinatoryce na Uniwersytecie Pensylwanii.
Magic: The Gathering weszło do sprzedaży w tym samym roku. Testerzy zaczęli samodzielnie rozwijać dodatki, które były następnie przekazywane do edycji Garfieldowi. W 1994 Garfield opuścił uczelnię, aby dołączyć do Wizards of the Coast, jako projektant gier na pełnym etacie. Stworzył system turniejów, w MTG co było wcześniej rzadko spotykane w grach karcianych. W 1999 r. został wpisany wraz z MTG do Adventure Gaming Hall of Fame. W końcu opuścił, Wizards aby stać się niezależnym projektantem gier.
Nadal sporadycznie współpracuje przy grze Magic: The Gathering. Ostatnio, stworzył gry King of Tokyo (2011) i SolForge (2012). Swoją uwagę skupił na grach wideo, pracował w projektowaniu i rozwoju Schizoid i Spectromancer.

## Zaprojektowane gry

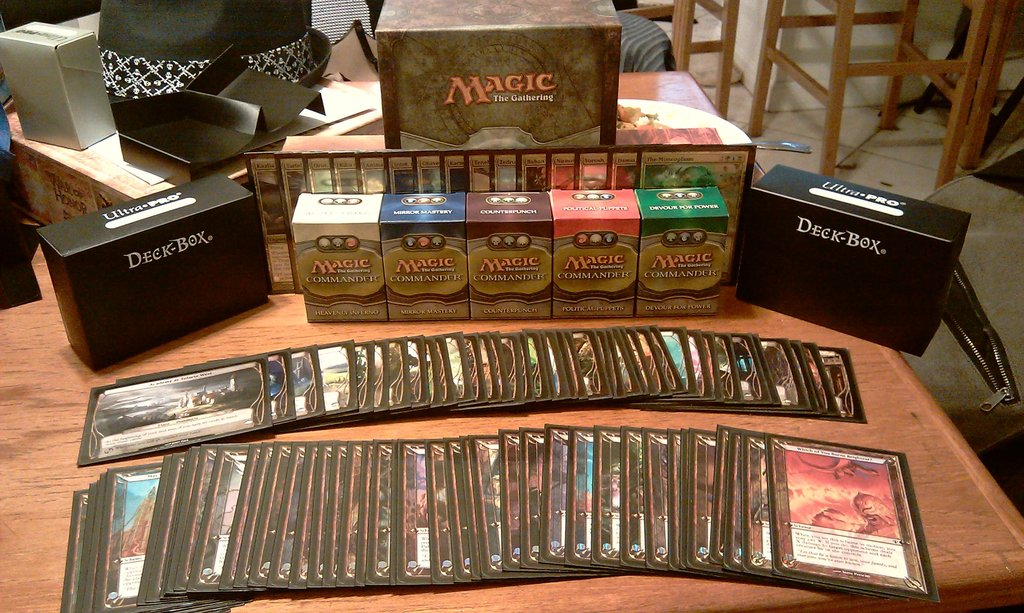
Karty do gry Magic: The Gathering

Część gier zaprojektowanych przez Garfielda:
- Magic: The Gathering (1993),
- RoboRally (1994), gra planszowa
- Vampire: The Eternal Struggle (1994), kolekcjonerska gra karciana
- The Great Dalmuti (1995), gra karciana
- Netrunner (1996), kolekcjonerska gra karciana
- BattleTech (1996), kolekcjonerska gra karciana
- Dilbert: Corporate Shuffle (1997), gra karciana
- Filthy Rich (1998), gra planszowa
- Twitch (1998), gra karciana
- Star Wars Trading Card Game (2002), kolekcjonerska gra karciana
- Pecking Order (2006), gra planszowa
- Rocketville (2006), gra planszowa
- Stonehenge (2007), gra planszowa
- Spectromancer (2008), karciana gra online
- Schizoid (2008), gra akcji na Xboxa 360
- Kard Combat (2011), gra na platformę iOS
- King of Tokyo (2011), gra planszowa
- SolForge (2012), gra na platformę iOS
- Android: Netrunner (2012), kolekcjonerska gra karciana
- Artifact (2018), karciana gra online
- KeyForge (2018), gra karciana